# Csuzimai csata
A csuzimai (helyes átírással: cusimai) csata az orosz–japán háború utolsó, döntő csatája volt, amely a tengeren, a Koreai-szoros keleti részén, a Csuzima-szorosban zajlott le, és a japán flotta győzelmével végződött. A Japán Haditengerészetet Tógó Heihacsiró japán tengernagy vezette, az ellene küldött orosz Balti Flotta parancsnoka pedig Zinovij Rozsesztvenszkij orosz tengernagy volt. A csata történelmi jelentőségét több tényező is adja. A japánok a megmaradt orosz flotta kétharmadát megsemmisítették, köztük az összes orosz csatahajót, ezzel gyakorlatilag eldöntve a háborút. A csata emellett bizonyította, hogy hosszabb hatótávolságú ágyúk előnyösebbek a tengeri csatában, mint a vegyes, rövid és hosszú hatótávolságú ágyúkból álló lövegtornyok. A japán hajóegységek a orosz flotta pozíciójának folyamatos jelentéséhez a drót nélküli távírót kiterjedten használták, ezért a csatát az elektronikus hadviselés hajnalának tekintik.

## A csata előzményei
Japán és Oroszország között a háború 1904-ben tört ki, mert több területi vita alakult ki a Japán Birodalom és az Orosz Birodalom között. Egyik legnagyobb vita Port Arthur körül alakult ki. Ez a kulcsfontosságú kikötő volt a japánok legfontosabb célja. Bár az oroszok valamennyivel több katonát tudtak mozgósítani, elavult taktikájuk, stratégiájuk és rossz fegyvereik okozta gondokat kihasználva a japánok sorra aratták a diadalokat. Az orosz erők a háború végére felmorzsolódtak. A vesztes mukdeni csata után az orosz szárazföldi haderő végérvényesen összeomlott. Az oroszok a Csendes-óceáni Flottájuk szétverése után a Balti Flottájukat is a Csendes-óceánhoz vezényelték. A fáradt, éhes, ellátmányhiánnyal küszködő flotta a fél világot megkerülve, több hónapos hajózás múlva érte el a Csendes-óceánt, ahol a friss, jól felszerelt, korszerű taktikát és stratégiát alkalmazó Japán Hadiflottával találták szembe magukat.

## A csata

Az ütközet átnézeti ábrája

Az orosz Balti Flotta 1905. május végére érkezett meg a Koreai-félsziget közelébe, ahol a japán hadihajók már várták őket. Az orosz hajóhadat a japánok május 27-én észlelték. Tógó japán admirális a részleges bekerítés taktikáját választotta a számára kedvező ködös időjárás miatt. A japánok nem egyszerre, hanem különböző irányokból támadtak, az oroszok viszont nem álltak meg, megpróbálták elérni a célállomást, Vlagyivosztok kikötőjét. Tógó admirális ekkor megváltoztatta taktikáját és az orosz zászlóshajó, a Knyaz Szuvorov sorhajó ellen intézett támadást. A japánok pontosabb és nagyobb tűzerejű ágyúi súlyos sérüléseket okoztak a Knyaz Szuvorovnak, ami kormányozhatatlanná vált. Az orosz flotta ekkor kénytelen volt megállni. Ezt követően a két flotta között tűzpárbaj alakult ki és a lövedékek a sérült Knyaz Szuvorov felett záporoztak el. A japánok fölénybe kerültek, mire az oroszok megpróbáltak elmenekülni, de a korszerű, gyors japán cirkálók hamar utolérték őket. Az oroszokat azzal a problémával is szembe kellett nézniük, hogy a hosszú tengeri út során sok tengeri moszat rakódott le a hajótestekre és ez csökkentette a hajóik sebességét. A japánok szétmorzsolták a menekülő flottát és a következő nap reggelére már csak a flotta megmaradt roncsai igyekeztek Vlagyivosztok felé, összesen hat, súlyosan sérült hadihajó. Nyebogatov ellentengernagy délelőtt 10 órakor megadta magát.

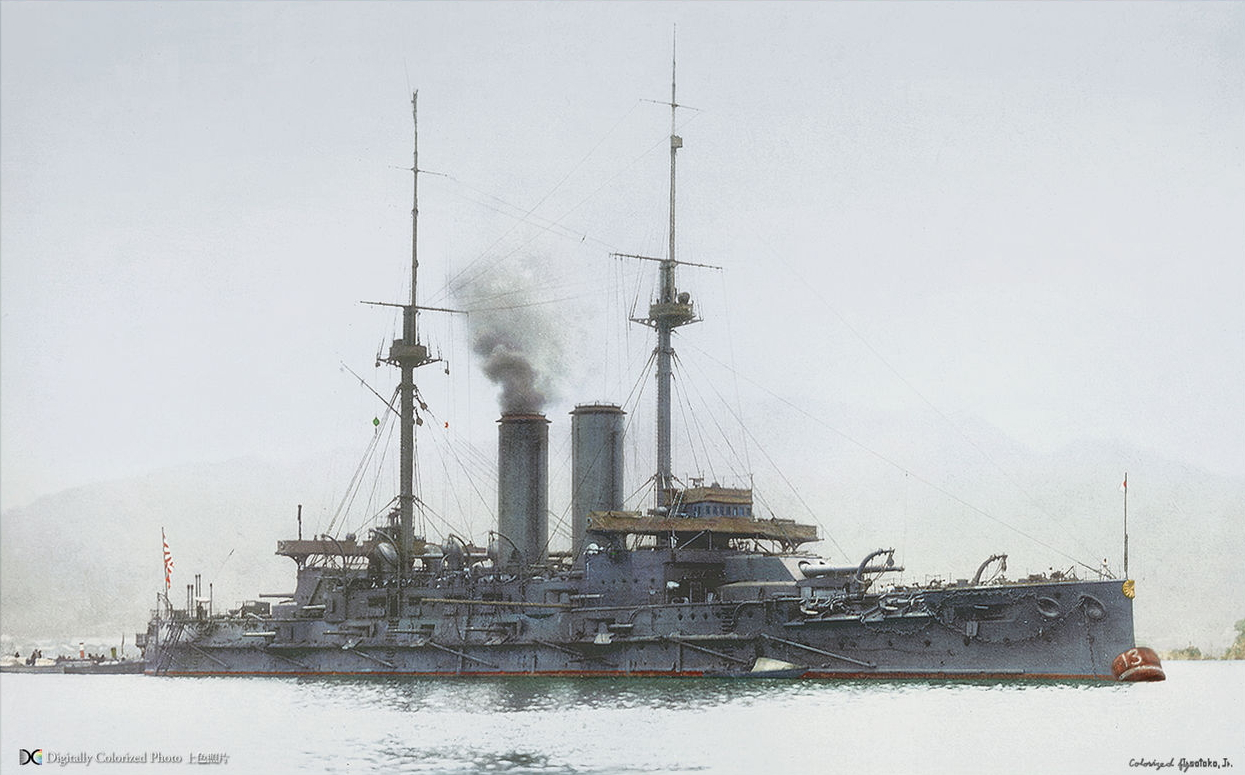
A brit építésű Mikasza japán pre-dreadnought csatahajó, a japán flottakötelék zászlóshajója
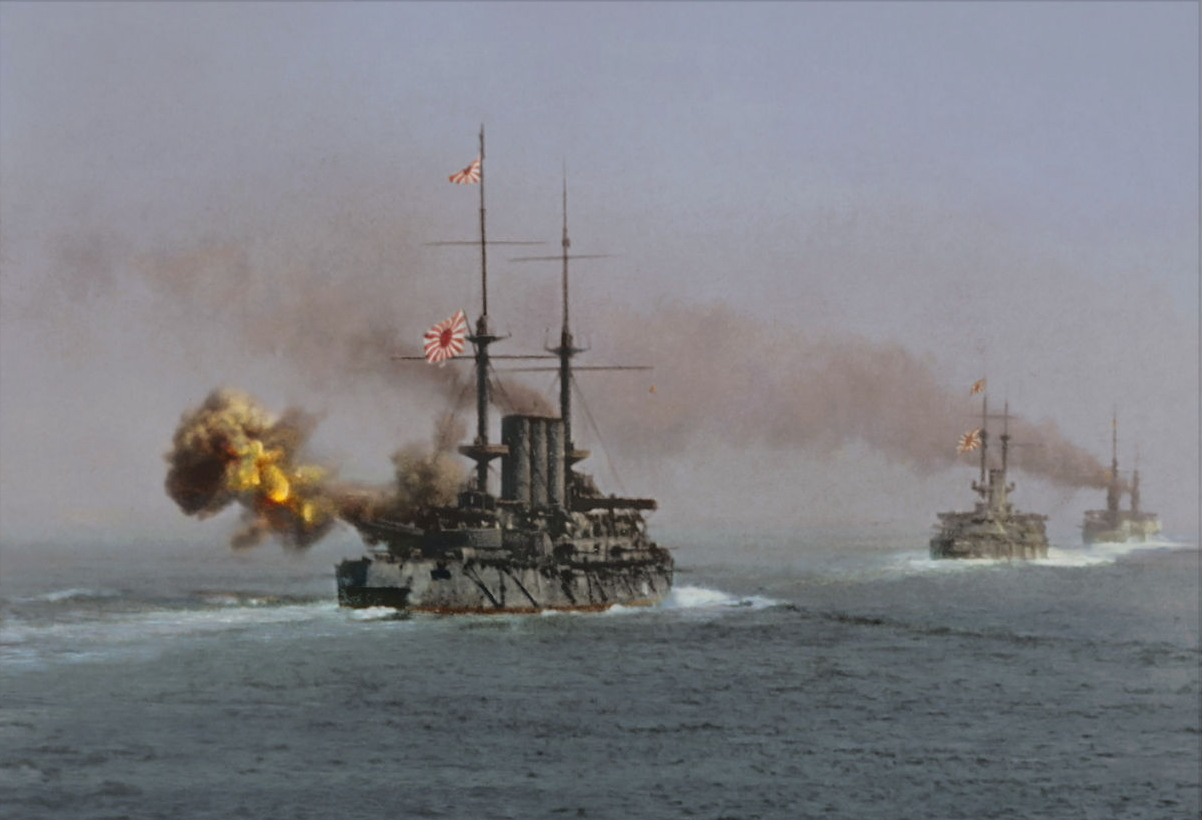
A brit építésű Sikisima japán pre-dreadnought csatahajó 1904-ben, a Sárga-tengeren
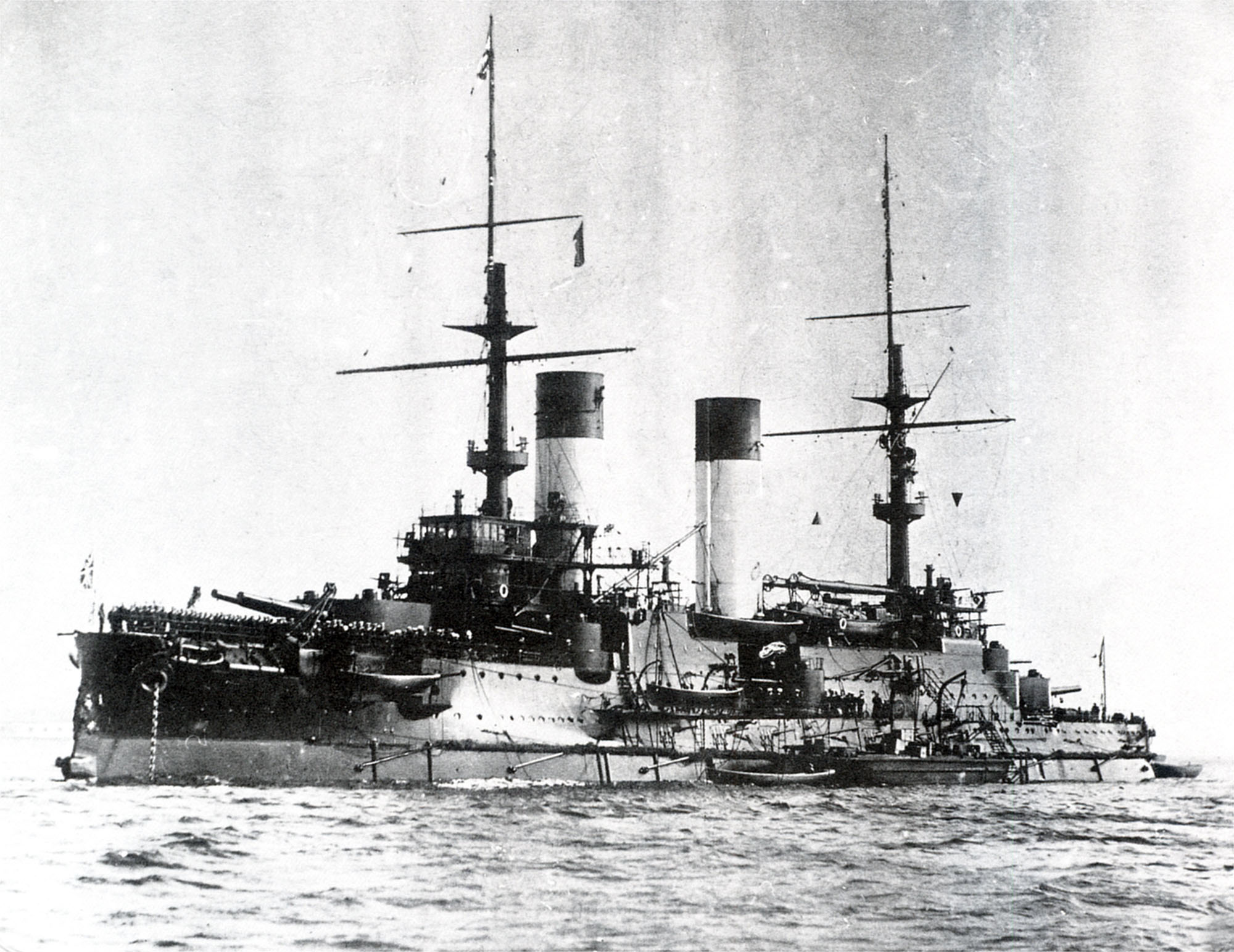
A Brogyinó osztályú Knyaz Szuvorov orosz pre-dreadnought csatahajó, a Balti Flotta zászlóshajója

## A csata következményei
A csatában több mint 5000 orosz tengerész halt meg, továbbá 6000 megsebesült, ezenkívül elvesztettek összesen 21 hajót, köztük hét csatahajót, szemben a japánok 115 halottjával, 552 sebesültjével és három elsüllyedt torpedónaszádjával. Ezzel a győzelemmel Japán évtizedekre biztosította magának a Koreai-félsziget és Dél-Mandzsúria irányítását, sőt lehetővé vált Szahalin megszállása (bár a békében csak a sziget déli felét tarthatták meg a japánok). A csata után amerikai közvetítéssel aláírták a békét, amiben Japán komoly területi nyereséget könyvelhetett el.
A háborús vereség, a megalázó békefeltételek Oroszországban általános elégedetlenséget váltottak ki, ez – az amúgy is rossz gazdasági helyzet mellett – közvetlenül hozzájárult az 1905-ös orosz forradalom kirobbanásához.

## A csatát vezető tengernagyok

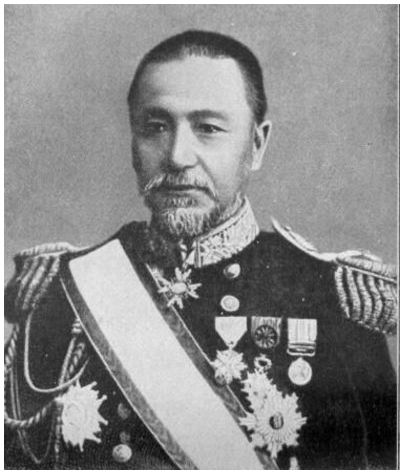
Tógó Heihacsiró japán tengernagy, a „Kelet Nelsonja”
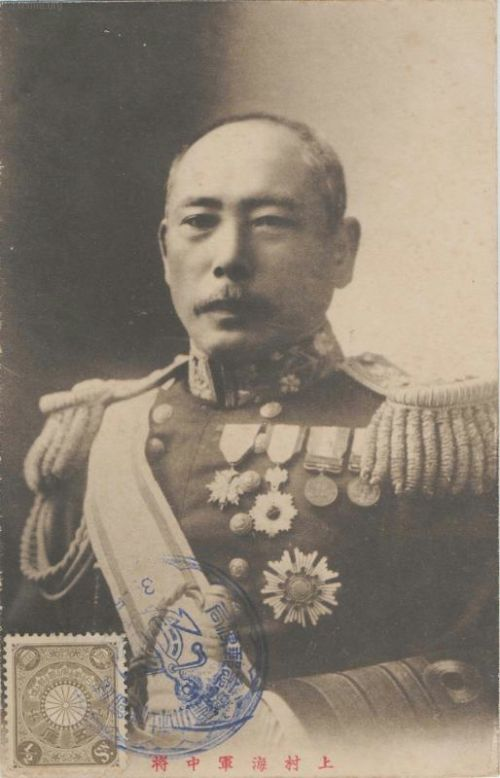
Kamimura Hikonodzsó japán tengernagy
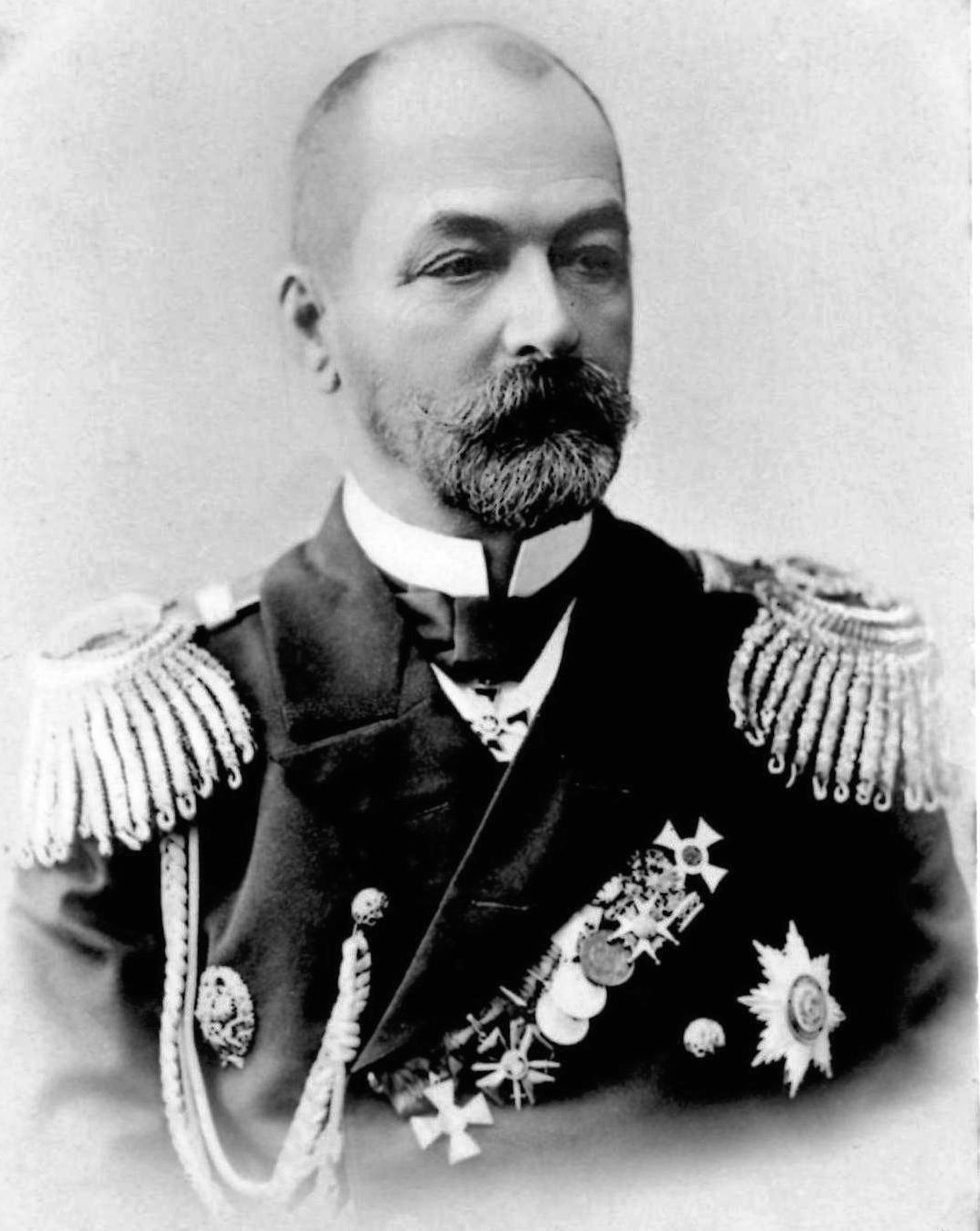
Zinovij Rozsesztvenszkij orosz tengernagy, az orosz flotta parancsnoka
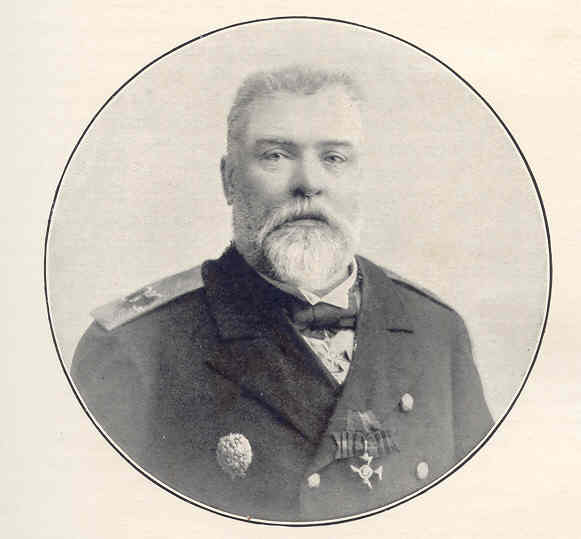
Nyikolaj Nyebogatov orosz ellentengernagy